# Irská hokejová reprezentace
Irská hokejová reprezentace je irský národní výběr v ledním hokeji vzniklý v roce 1996. Reprezentace je řízena Irskou asociací ledního hokeje (Irish Ice Hockey Association - IIHA).
V roce 2008 zastávala 40. místo v žebříčku IIHF.
Historicky první zápas odehrálo Irsko v roce 2004 proti Mexiku (prohrálo 3:8). Nejvyšší vítězství zaznamenalo v roce 2005, kdy porazilo Arménii 23:1.
Na přelomu září a října roku 2017 se zúčastnila ve městě Canillo v Andoře turnaje Development Cup. Skončila v něm na druhém místě, když prohrála dvakrát (ve skupině a ve finále) s Marokem a zvítězila s Portugalskem a s Andorrou.

## Historické výsledky

### 2004 až 2011
- skupiny A a B byly rovnocenné

| Rok                  | Místo turnaje | Umístění                      |
| -------------------- | ------------- | ----------------------------- |
| MS – 2004 Divize III | Island        | 4. místo                      |
| MS – 2005 Divize III | Mexiko        | 4. místo                      |
| MS – 2006 Divize III | Island        | 4. místo                      |
| MS – 2007 Divize III | Irsko         | – postup                      |
| MS – 2008 Divize II  | Rumunsko      | 6. místo (skupina A) – sestup |
| MS – 2009 Divize III | Nový Zéland   | 5. místo                      |
| MS – 2010 Divize III | Lucembursko   | (skupina A) – postup          |
| MS – 2011 Divize II  | Chorvatsko    | 6. místo (skupina B) – sestup |

### Od roku 2012
- skupina A byla vyšší soutěží než skupina B

| Rok                  | Místo turnaje         | Umístění |
| -------------------- | --------------------- | -------- |
| MS – 2012 Divize III | Turecko               | 4. místo |
| MS – 2013 Divize III | Jihoafrická republika | 4. místo |